# Reials Col·legis
Els Reials Col·legis són el conjunt monumental renaixentista més important de Catalunya i es localitzen dintre del Conjunt Històric Artístic de Tortosa.

## Història
Tortosa era la cinquena ciutat de Catalunya en nombre d'habitants i comptava amb un col·legi per a la formació dels teòlegs dominics.
Posteriorment s'iniciaren les obres del col·legi de Sant Jaume i de Sant Maties amb la missió d'educar els joves musulmans conversos. Les obres s'iniciaren el 1564. En l'actualitat ja no se n'atribueix l'autoria a Miquel Joan Anglès i s'apunta a Francisco de Montehermoso. Amb l'expulsió dels moriscos del 1610 va passar a ser utilitzat per a l'educació dels joves sense recursos de la ciutat. L'any 1824 fou convertit en Seminari Conciliar, fins al 1877 en què fou traslladat al carrer Montcada, i se seguí utilitzant com a col·legi.
Entre els anys 1972 i el 1983 el col·legi de Sant Jaume fou la primera seu de la UNED a Tortosa i des del 1997 alberga l'Arxiu Històric Comarcal.
El 1974 el conjunt es declarà monument historicoartístic d'interès nacional (BOE núm. 273 de 14/11/1974).

## Els edificis

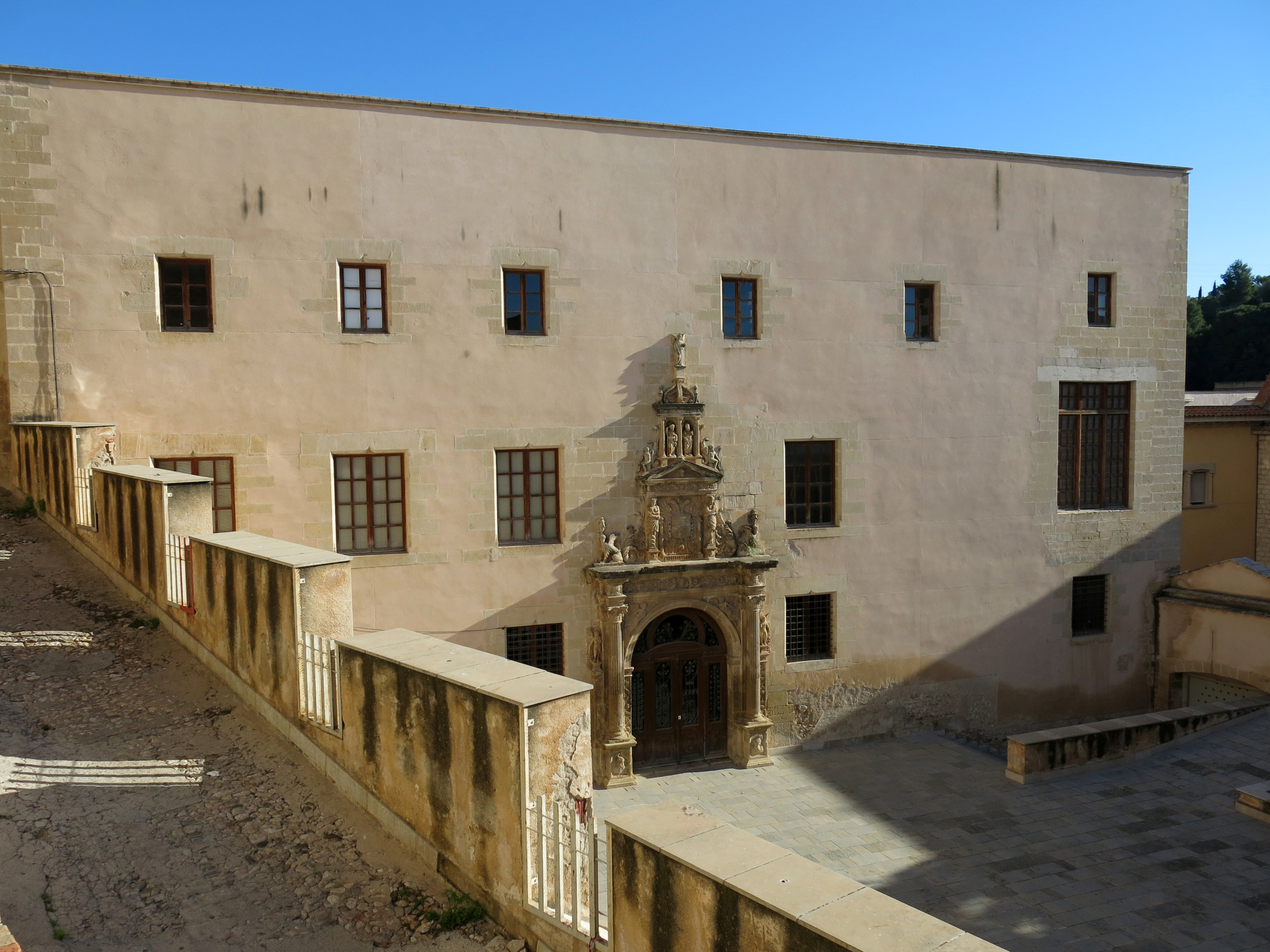
Col·legi de Sant Jaume i de Sant Maties

El conjunt monumental està format per tres edificis:
- Col·legi de Sant Jaume i de Sant Maties: es coneixia amb el nom de Col·legi de Sant Lluís Gonzaga una escola confessional creada el curs 1877-1878. És un gran edifici de dos pisos organitzats entorn d'un pati central. Aquest pati és el primer, i únic, pati del Renaixement a Catalunya i segurament, la millor obra del renaixement català. Acull la seu de l'Arxiu Comarcal del Baix Ebre.

Té una planta rectangular, amb tres pisos o galeries (els dos primers amb arcs de mig punt, el superior amb arcs rebaixats) cobertes amb un embigat de fusta. El més destacable del pati és, sobretot, l'escultura. Aquest presenta un programa iconogràfic que fusiona elements religiosos amb altres profanocientífics i amb la idea de monarquia. A la primera planta es poden veure els símbols dels evangelistes més setze caps esculpits en baix relleu sobre els capitells de les columnes, que podrien representar els alumnes de la institució. A l'espai entre els arcs de la planta baixa i l'ampit del primer es desenvolupa un gran fris esculpit. S'hi representen en fornícules en forma de venera, alternat amb escuts, bustos de 19 parelles reials de la monarquia catalanoaragonesa i dels Àustries, des del comte Ramon Berenguer IV, exaltat en una inscripció, i Peronella d'Aragó fins a Felip III i Margarida d'Àustria. Als carcanyols dels arcs del segon pis, es disposen medallons amb representacions de personatges sagrats, apòstols i profetes; i als angles hi ha els símbols dels quatre vents.

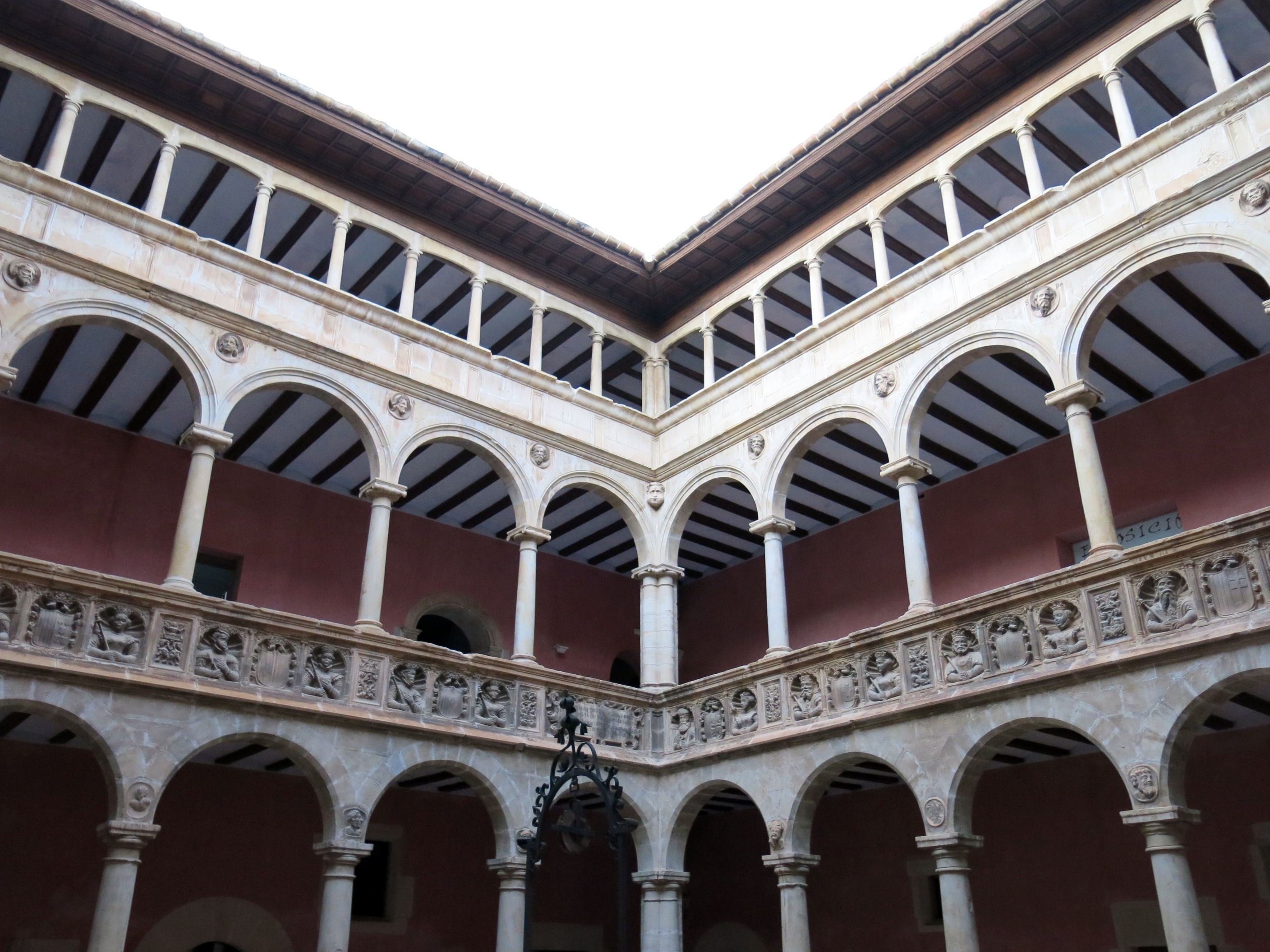
Pati del Col·legi de Sant Jaume i Sant Maties

Tot el conjunt, la iconografia de l'escultura, l'estructura, està influenciat pels corrents que venen d'Itàlia i és de gran qualitat. A la dècada de 1550 dirigia les obres un arquitecte francès anomenat Antoni Lidon; l'escultura del pati va ser executada pel tallista castellà Francisco de Montehermoso.
Un altre element molt destacable és la portada d'accés. Està estructurada en tres registres disposat verticalment: el primer està format per un arc de mig punt emmarcat per dues columnes de fust acanalat i capitell compost que suporten un entaulament ornamentat amb grotescos (decoració aquesta que es repeteix als brancals de la porta i a les pilastres exteriors que fan de pedestal a petites estàtues alades). El segon pis està presidit per l'escut imperial de Carles V amb l'àguila bicèfala i dues esfinx, signes de saviesa. Al cos superior hi ha dues imatges dels patrons de la institució, Sant Mateu i Sant Jaume, en dues fornícules i per sobre d'aquestes la imatge de l'àngel custodi, patró de Tortosa. La portalada datada cap al 1570 es concep com un arc triomfal que intenta harmonitzar la idea de raó i espiritualitat amb la idea imperial.

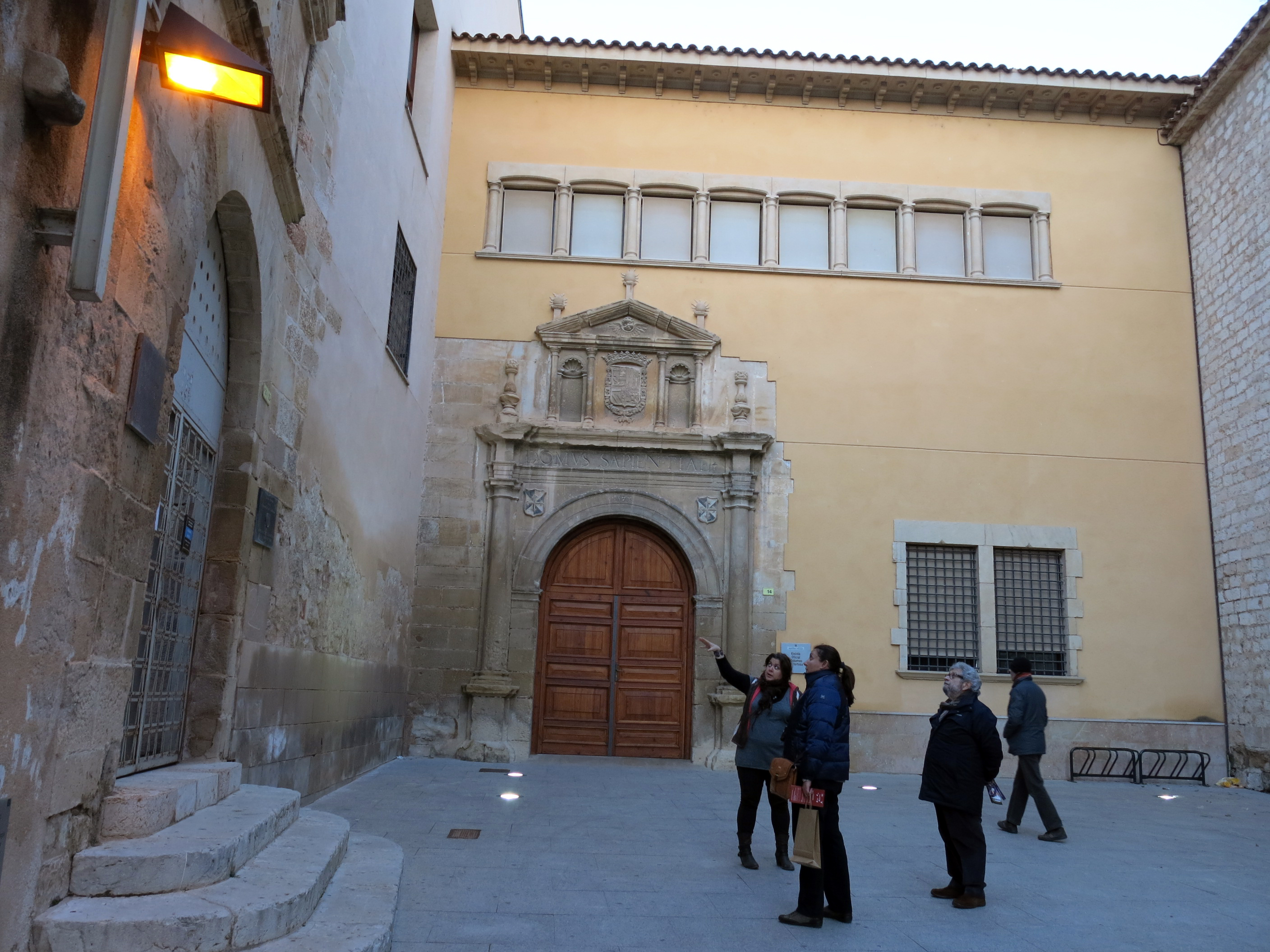
Col·legi de Sant Jordi i de Sant Domènec

- Col·legi de Sant Jordi i de Sant Domènec: data de 1578 i era en origen un convent dominicà. Arrasat pels bombardejos franquistes (1937-1939) només es conserva la senzilla portalada renaixentista de dos cossos. Sota l'escut imperial de Felip II es pot llegir la inscripció DOMUS SAPIENTIAE, és a dir, casa de la saviesa ja que fou l'antiga universitat. La data de 1578 es troba a l'arc de mig punt de la portalada i l'heràldica dels dominics es troba als carcanyols. Propietat de la Generalitat des del 2001 el maig de 2003 es va convertir en la seu dels serveis territorials del Departament d'Educació i de l'Escola Oficial d'Idiomes (2004).

- Església de Sant Domènec (1585): és una església d'una sola nau, amb capelles laterals. Fou construïda al segle xvi utilitzant l'estil gòtic. En l'actualitat presideix la nau central un armari-arxiu procedent de la desapareguda casa de la ciutat sobre el qual hi ha una volta de creueria. Destaca la seua gran portalada de tres cossos: el primer amb un arc de mig punt emmarcat en dues parelles de columnes jòniques a cada costat; el segon l'ocupa un fris amb fornícules per a cinc figures,[3] i es remata amb un frontó corb trencat. L'escut del bisbe Izquierdo presideix la portalada. L'església fou un dels béns desamortitzats el segle xix convertint-se en instal·lació militar. El 1906 fou cedida a l'Ajuntament i entre el 1910 i el 1997 acollí l'antic Museu-Arxiu Municipal. Des del 2007 està destinada a saló noble de la ciutat, acollint alhora, des d'octubre del 2008, el Centre d'Interpretació del Renaixement.